# Carlo Fadda
Carlo Fadda (Cagliari, 1853 – Roma, 1931) è stato un giurista italiano.

## Biografia
Nasce a Cagliari nel 1853 dove inizia gli studi di giurisprudenza per poi proseguirli a Torino dove incontra insegnanti romanistici come G. Carle e A. Loru. Si laurea e inizia a lavorare nello studio del padre, noto civilista di Cagliari, prima; vince la cattedra a Macerata successivamente.
Si trasferisce a Genova dove collabora con Bensa (il quale aveva seguito lezioni di Pandette a Lipsia) per la traduzione del trattato delle Pandette in cui le loro note hanno lo scopo di aggiungere cenni sulla moderna produzione romanistica e di intavolare discussioni scientifiche e pratiche. La loro opera viene pubblicata in dispense universitarie e riscuote enorme successo tra gli avvocati e i magistrati
Si trasferisce poi a Napoli dove pubblica la sua opera più importante: "Parte generale con speciale riguardo alla teoria del negozio giuridico", dove spicca la distanza tra il diritto romano e quello vigente.
Nella carriera di Fadda sono da annoverare anche la direzione della traduzione italiana del Commentario alle pandette di Glück e la collaborazione per l'edizione italiana del Digesto, oltre a questo fu anche rettore dell'Ateneo Partenopeo, grande avvocato e presidente dell'Ente Autonomo Volturno. Nel 1912 fu anche designato senatore del Regno da Giolitti.
Fece parte della Massoneria.
Nel 1926 fu costretto dal regime fascista ad abbandonare la professione per aver votato al Senato contro alcune sue leggi.
Morì nel 1931, come da lui richiesto senza commemorazioni.